# IPadOS 14
iPadOS 14 es la segunda gran versión del sistema operativo móvil iPadOS desarrollado por Apple Inc. para su línea de tabletas iPad. Fue anunciado el 22 de junio de 2020 en la Conferencia Mundial de Desarrolladores (WWDC) de la compañía como el sucesor de iPadOS 13, con la primera beta pública lanzada el 9 de julio de 2020. Se lanzó al público el 16 de septiembre de 2020.

## Historia

### Actualizaciones
La primera beta para desarrolladores de iPadOS 14 se lanzó el 22 de junio de 2020 y la primera beta pública se lanzó el 9 de julio de 2020. iPadOS 14 se lanzó oficialmente el 16 de septiembre de 2020. No hubo versiones beta públicas de 14.1.
| Versión     | Build    | Fecha de Lanzamiento     | Nota |
| ----------- | -------- | ------------------------ | --- |
| 14.0        | 18A373   | 16 de septiembre de 2020 | Lanzamiento inicial, lanzamiento de iPad de 8.ª generación y el iPad Air de 4.ª Generación |
| 14.0.1      | 18A393   | 16 de septiembre de 2020 | Corrección de errores, incluido un problema que podía provocar el restablecimiento de la configuración predeterminada del navegador y del correo tras reiniciar el dispositivo. |
| 14.1        | 18A8395  | 20 de octubre de 2020    | Actualizaciones en los widgets, la biblioteca de apps y las llamadas telefónicas entrantes con Siri. También incluye conversaciones ancladas, mejoras en los Memojis, indicaciones en bicicleta y App Clips. |
| 14.2        | 18B92    | 5 de noviembre de 2020   | Introduce un botón de Shazam en el Centro de Control, Nuevos controles de AirPlay, detección de rostros en la aplicación Lupa, más de 100 nuevos emojis y 8 nuevos fondos de pantalla en modo clara y oscura. |
| 14.3        | 18C66    | 14 de diciembre de 2020  | - Lanzamiento inicial del servicio Apple Fitness+ - Nueva interfaz de la aplicación Apple TV |
| 14.4        | 18D52    | 26 de enero de 2021      | - Los códigos QR más pequeños pueden ser identificados por la cámara. - Opción de clasificar el tipo de dispositivo Bluetooth en los Ajustes para identificar correctamente los auriculares para las notificaciones de audio. |
| 14.4.1      | 18D61    | 8 de marzo de 2021       | Resuelve una vulnerabilidad en WebKit, que consiste en el motor del navegador que alimenta Safari. |
| 14.4.2      | 18D70    | 26 de marzo de 2021      | Soluciona una vulnerabilidad que permitía a los atacantes ejecutar scripts a través de varios sitios web independientes entre ellos. |
| 14.5 beta 8 | 18E5199a | Abril de 2021            | - Soporte de mascarilla facial para Face ID. - Nueva función de privacidad llamada 'Transparencia de seguimiento de aplicaciones'. Los desarrolladores deberán contar con el permiso explícito de los usuarios para poder rastrear y compartir los identificadores de anunciantes (IDFA). - Soporte para joysticks PS5 y Xbox Series X. - Alertas de crowdsourced en Apple Maps. - Nuevo botón de marcador en la aplicación Podcasts. - Se podrá saltar actualizaciones posteriores de iPadOS e instalar solo actualizaciones de seguridad para el dispositivo. - Nuevos emojis. - Apple integra tecnología de cifrado para evitar los ataques 'zero-click' en el iPad. - Posibilidad de localizar 'Objetos' desde la aplicación Buscar. - Integración de nuevas voces para el asistente Siri. - Compatibilidad con AirPlay 2 para entrenamientos Fitness+. - Actualizaciones en la app 'Música'. Incluye gestos de deslizamiento en álbumes y listas de reproducción, así como la posibilidad de compartir fragmentos específicos de letras de canciones en las redes sociales. Además se podrá establecer el reproductor de música predeterminado para las solicitudes de Siri. |

## Características de sistema

### App Clips
App Clips son una nueva función que amplía la funcionalidad de la App Store. Pensada como una función dinámica y no como una aplicación instalada de forma permanente, App Clips es extremadamente ligera, con muy pocos permisos del sistema operativo. 
App Clips pueden ser detectados en persona a través de NFC o código QR con el logotipo de App Clips. También puede compartirse a través de Mensajes, o colocados en sitios web o en Maps.

### Pantalla de inicio

#### Widgets
A la izquierda de la primera página, la vista "Hoy" se sustituye por un widget de interfaz desplazable. Se pueden añadir widgets, con opciones de widgets pequeños, medianos o grandes. Los widgets del mismo tamaño pueden apilarse unos sobre otros y deslizarse entre ellos para mayor comodidad; puede colocarse una pila inteligente que muestre automáticamente al usuario el widget más relevante en función de la hora del día. A diferencia de iOS 14, los widgets no se pueden colocar directamente en la pantalla de inicio.

### Interfaz de Usuario Compacta
En iPadOS 14 se han introducido una serie de cambios para reducir el espacio visual que ocupaban las interfaces que antes eran de pantalla completa; ahora dichas interfaces aparecen y se sitúan delante de una aplicación, lo que permite tocar (y, por tanto, realizar multitarea) en la aplicación que hay detrás. Las interfaces de llamadas de voz, incluyendo Phone, u otras aplicaciones de terceros como Skype, se hacen sustancialmente más delgadas, ocupando aproximadamente el mismo espacio que una notificación. La interfaz de Siri es ahora también compacta.

### Búsqueda y Siri
Se han introducido mejoras en la función de búsqueda de la pantalla de inicio, incluyendo una interfaz de usuario refinada, un acceso rápido a las aplicaciones, una búsqueda web más detallada, accesos directos a la búsqueda dentro de la aplicación y sugerencias de búsqueda mejoradas a medida que se escribe. La función de búsqueda ahora aparece y funciona más como la función de búsqueda de Spotlight de macOS.
Además de ser hecho compacto, Siri ahora puede contestar un conjunto más ancho de cuestiones y traducir más lenguas. Los usuarios también pueden compartir su Ubicación con contactos y pedir direcciones de ciclismo.

### Privacidad
iPadOS 14 añade varias características de intimidad nuevas. Información de intimidad ahora puede ser vista en la Aplicación Almacena tan los usuarios pueden entender lo que privilegios una aplicación requiere antes de que  lo descargan. Un indicador de registro aparece en la parte superior de la pantalla siempre que una aplicación utiliza el micrófono o cámara. Los usuarios ahora pueden compartir sólo su ubicación aproximada más que su ubicación exacta. En iPadOS 14.4, Apple añadió un pop-arriba dentro tercer-aplicaciones de partido que pide permiso para seguirte que te puede escoger  "Permitir" o “no permitir”.

### Otras características
- Los servicios de localización pueden darse sólo aproximadamente a las aplicaciones si no requieren una localización precisa.
- El teclado Emoji fue actualizado con una barra de búsqueda para un acceso rápido.
- Las aplicaciones de correo electrónico y del navegador del usuario -por defecto, la aplicación Mail y Safari pueden ahora cambiarse.[19]
- iPadOS 14 ahora incluye soporte nativo para VP9 para vídeos.[20][21]
- En la aplicación Notas, ahora es más fácil encontrar las notas utilizando una "inteligencia en el dispositivo" mejorada.[22]
- Apple Arcade ahora tiene integración directa de Game Center.[23]
- iPadOS 14 añade 20 nuevos estilos de pelo y cabeza a Memoji y Animoji.
- El Modo Oscuro se proporcionó a todos los fondos de pantalla del arco iris de Apple con fondos de color en iPadOS 14 beta 7.
- En la beta 4 de iPadOS 14.2 se han añadido ocho nuevos fondos de pantalla, cada uno con una variante de modo oscuro.

## Características de aplicación

### Cámara
La aplicación de Cámara obtuvo varias características nuevas. Las características incluyen:
- La capacidad de reflejar las fotos tomadas desde la cámara frontal
- Mejoras en la lectura de códigos QR
- Control de la compensación de la exposición

También se han introducido mejoras en el rendimiento de los disparos. Las fotos se pueden tomar hasta un 90% más rápido, el tiempo hasta el primer disparo es ahora hasta un 25% más rápido, y el Retrato de disparo a disparo es hasta un 15% más rápido.

### FaceTime
FaceTime ahora ajusta automáticamente la apariencia visual de los ojos para tener en cuenta que la cámara está por encima de donde se muestran los ojos de la persona que llama, lo que permite un contacto visual directo y bidireccional. Además, si un interlocutor en una llamada de grupo utiliza el lenguaje de signos, la aplicación se centra en el vídeo de ese interlocutor en consecuencia.

### Archivos
La aplicación Archivos ganó la capacidad de montar unidades externas encriptadas. Sin embargo, esta capacidad está limitada a las unidades cifradas con APFS. Al conectar una unidad externa cifrada con APFS al puerto USB-C del iPad, la aplicación Archivos presentará la unidad externa en la barra lateral. Al seleccionar la unidad, el usuario tendrá que introducir la contraseña para desbloquearla.

### App Casa
La aplicación Casa recibió cambios de diseño para destacar los accesorios sugeridos junto a los marcados como favoritos. Además, se añadió un importante conjunto de capacidades de automatización para su uso con dispositivos HomeKit compatibles; esta automatización requiere la presencia de un iPad, HomePod o Apple TV para facilitar el procesamiento en el dispositivo.
Las cámaras de seguridad para el hogar pueden ser instruidas para que sólo alerten al usuario de la actividad si ésta se produce en una zona de actividad preseleccionada. Además, el reconocimiento facial realizado en la aplicación Fotos puede utilizarse para alertar en función de las personas reconocidas, con una integración adicional para su uso con timbres inteligentes.
Los productos de iluminación inteligente que admiten temperaturas de color pueden recibir instrucciones para adaptarse a un ajuste de temperatura de color preestablecido. Dado que la presencia de luz azul es un importante factor zeitgeber que influye en la percepción del tiempo con respecto al ritmo circadiano, esta función está diseñada para fomentar la actividad durante el día y la calma por la mañana y la noche.

### Mensajes
La aplicación Mensajes ha ganado varias funciones nuevas.  Ahora los usuarios pueden fijar hasta 9 conversaciones individuales en la parte superior de la lista de mensajes. En los chats de grupo, los usuarios pueden ahora:
- Mencionar otros usuarios
- Sólo recibir notificaciones cuando son mencionados
- Establecer una imagen o icono personalizado para las conversaciones de grupo
- Enviar respuestas en hilos a determinados mensajes

### Mapas
Apple Maps ofrece ahora a los usuarios acceso a las rutas ciclistas, proporcionando información que incluye la elevación y las escaleras. También ofrece a los usuarios múltiples opciones, sugiriendo rutas con calles menos transitadas. Las indicaciones para ir en bicicleta estarán disponibles en el momento del lanzamiento en Nueva York, Los Ángeles, San Francisco, Shanghái y Pekín. Apple ha anunciado que seguirá desplegando los detalles de sus mapas mejorados más allá de los Estados Unidos, incluyendo Canadá, el Reino Unido e Irlanda, y otros países en el futuro.
Apple también ha introducido las rutas para vehículos eléctricos, que permiten a los usuarios tener en cuenta las estaciones de recarga al planificar su ruta y elegir una ruta en la que podrán recargar cuando lo necesiten. Esta característica requiere integración con el coche.  
Se han añadido guías de varios lugares del mundo que sugieren dónde comer, comprar y explorar.

### Safari
Safari, el navegador web por defecto en iPadOS, ganó la capacidad de monitorear las contraseñas para las violaciones de datos y generar informes de privacidad para los rastreadores en los sitios web. Se realizaron importantes mejoras en el rendimiento de JavaScript. Se ha añadido a Safari una herramienta de traducción de páginas web en siete idiomas: Inglés, español, chino simplificado, francés, alemán, ruso y portugués brasileño. Esta función sólo estaba disponible en Estados Unidos y Canadá en el momento del lanzamiento, pero desde entonces ha empezado a desplegarse en más países.

### Traductor
Introducida en iPadOS 14, la app Translate permite a los usuarios traducir voz y texto entre 11 idiomas: inglés, español, idioma chino mandarín, japonés, coreano, ruso, alemán, francés, italiano, portugués brasileño y árabe. Cuando se gira a la vista apaisada, la aplicación cuenta con un "modo de atención", que facilita la lectura de una traducción. Se puede utilizar durante las conversaciones verbales entre hablantes de diferentes idiomas. La app Traducir puede autodetectar cuál de los dos idiomas elegidos se está hablando y convertirlo al otro idioma.
Las mejoras realizadas en la traducción se integran con Siri, y las páginas pueden traducirse en línea en Safari.

## Dispositivos soportados
Todos los dispositivos que soportados iPadOS 13 también soportan iPadOS 14. Los dispositivos incluyen:
- iPad Air 2
- iPad Air (3.ª generación)
- iPad Air (4.ª generación)
- iPad (5.ª generación)
- iPad (6.ª generación)
- IPad (7.ª generación)
- iPad (8.ª generación)
- iPad Mini 4
- iPad Mini (5.ª generación)
- iPad Pro (todos los  modelos)